# Selimiye (żona Selima II)
Selimiye (ur. 1525, zm. 1605) – niewolnica, konkubina Selima II i matka większości jego dzieci, Haseki Sultan w latach 1543–1568.

## Życiorys
Pochodzenie Selimiye nie jest do końca znane, lecz niektórzy historycy spekulują, iż urodziła się ona w Wenecji, około 1525 roku. Wiadomo, że przybyła do Stambułu przed 1540 rokiem, następnie została podarowana Selimowi przez Mihrimah. W 1543 roku urodziła syna – Abdullaha, w rezultacie otrzymała tytuł Haseki. Selimiye opisuję się jako kobietę cichą, pobożną i spokojną, miała ona być przeciwieństwem innej nałożnicy Selima – Nurbanu.
W 1568 roku umarł Abdullah, prawdopodobnie za sprawą intrygi Nurbanu, która następnie przyczyniła się do wygnania Selimiye do Trabzonu. Tam sułtanka spędziła resztę swoich dni, zmarła w 1605 roku w wieku 80 lat, śmiercią naturalną.